# イブラーヒーム (ウマイヤ朝)
イブラーヒーム（生年不詳 - 750年1月25日）は、ウマイヤ朝の第13代カリフ（在位：744年10月3日 - 12月12日）。

## 生涯
第6代カリフ・ワリード1世の子。第13代カリフで兄に当たるヤズィード3世の早世で跡を継いだ。しかし第4代カリフ・マルワーン1世の孫でイラク総督のマルワーン2世はこれを認めず反乱を起こし、敗れたイブラーヒームはパルミラに逃亡した。在位わずか6ヶ月足らずで、35歳の命を疫病に奪われた。